# Lijst van kunstwerken in het Mauritshuis/P
Lijst van kunstwerken in het Mauritshuis en de Galerij Prins Willem V in Den Haag met werken van kunstenaars van wie de naam begint met de letter P. Vermeldingen in het grijs geven aan dat het werk geen deel meer uitmaakt van de collectie, bijvoorbeeld omdat het in bruikleen gegeven is aan een andere instelling of omdat het teruggegeven is aan de bruikleengever.
| Inventaris-nummer | Maker                                           | Titel | Datering      | Type       | Afbeelding |
| ----------------- | ----------------------------------------------- | --- | ------------- | ---------- | ---------- |
| 615               | Anthonie Palamedesz.                            | Musicerend en dinerend gezelschap | 1632          | Schilderij |            |
| 130               | Abraham de Pape                                 | Oude vrouw die een haan plukt | Ca. 1655      | Schilderij |            |
| 354               | Naar Parmigianino                               | De heilige Barbara | 1520-1826     | Schilderij |            |
| 324               | Naar Parmigianino                               | De besnijdenis | 1523-1823     | Schilderij |            |
| 894               | Atelier van Joachim Patinir                     | Landschap met de verzoeking van de heilige Antonius de Heremiet                                                                        | Ca. 1510-1520 | Schilderij |            |
| 1203              | Clara Peeters                                   | Stilleven met kazen, amandelen en krakelingen                                                                                          | Ca. 1615      | Schilderij |            |
| 834               | Giovanni Antonio Pellegrini                     | De gewonde Porus voor Alexander de Grote                                                                                               | Ca. 1708-1710 | Tekening   |            |
| 1135              | Giovanni Antonio Pellegrini                     | Apollo Zie Decoratieprogramma van de Gouden zaal van het Mauritshuis                                                                   | 1718          | Schilderij |            |
| 1136              | Giovanni Antonio Pellegrini                     | Aurora Zie Decoratieprogramma van de Gouden zaal van het Mauritshuis                                                                   | 1718          | Schilderij |            |
| 1137              | Giovanni Antonio Pellegrini                     | De nacht die op de vlucht wordt gejaagd Zie Decoratieprogramma van de Gouden zaal van het Mauritshuis                                  | 1718          | Schilderij |            |
| 1138              | Giovanni Antonio Pellegrini                     | De vier elementen: Vuur Zie Decoratieprogramma van de Gouden zaal van het Mauritshuis                                                  | 1718          | Schilderij |            |
| 1139              | Giovanni Antonio Pellegrini                     | De vier elementen: Lucht Zie Decoratieprogramma van de Gouden zaal van het Mauritshuis                                                 | 1718          | Schilderij |            |
| 1140              | Giovanni Antonio Pellegrini                     | De vier elementen: Water Zie Decoratieprogramma van de Gouden zaal van het Mauritshuis                                                 | 1718          | Schilderij |            |
| 1141              | Giovanni Antonio Pellegrini                     | De vier elementen: Aarde Zie Decoratieprogramma van de Gouden zaal van het Mauritshuis                                                 | 1718          | Schilderij |            |
| 1142              | Giovanni Antonio Pellegrini                     | Mythologische of allegorische voorstelling Zie Decoratieprogramma van de Gouden zaal van het Mauritshuis                               | 1718          | Schilderij |            |
| 1143              | Giovanni Antonio Pellegrini                     | Allegorische voorstelling, mogelijk een uitbeelding van de Raison d’Etat Zie Decoratieprogramma van de Gouden zaal van het Mauritshuis | 1718          | Schilderij |            |
| 1144              | Heet(te) Giovanni Antonio Pellegrini            | Bloemen in een vaas Zie Decoratieprogramma van de Gouden zaal van het Mauritshuis                                                      | Ca. 1718      | Schilderij |            |
| 1145              | Heet(te) Giovanni Antonio Pellegrini            | Bloemen in een vaas Zie Decoratieprogramma van de Gouden zaal van het Mauritshuis                                                      | Ca. 1718      | Schilderij |            |
| 1146              | Heet(te) Giovanni Antonio Pellegrini            | Bloemen in een vaas Zie Decoratieprogramma van de Gouden zaal van het Mauritshuis                                                      | Ca. 1718      | Schilderij |            |
| 1147              | Heet(te) Giovanni Antonio Pellegrini            | Bloemen in een vaas Zie Decoratieprogramma van de Gouden zaal van het Mauritshuis                                                      | Ca. 1718      | Schilderij |            |
| 1148              | Heet(te) Giovanni Antonio Pellegrini            | Bloemen in een vaas Zie Decoratieprogramma van de Gouden zaal van het Mauritshuis                                                      | Ca. 1718      | Schilderij |            |
| 1149              | Heet(te) Giovanni Antonio Pellegrini            | Bloemen in een vaas Zie Decoratieprogramma van de Gouden zaal van het Mauritshuis                                                      | Ca. 1718      | Schilderij |            |
| 328               | Antonio Francesco Peruzzini en Sebastiano Ricci | Landschap met kluizenaar, pelgrim en boerin                                                                                            | Ca. 1700-1710 | Schilderij |            |
| 329               | Antonio Francesco Peruzzini en Sebastiano Ricci | Landschap met monniken, pelgrim en boerin                                                                                              | Ca. 1700-1710 | Schilderij |            |
| 1087              | Pierre Philippe                                 | Feestmaal in het Mauritshuis op 30 mei 1660 ter gelegenheid van het bezoek van Karel II, koning van Engeland                           | 1660          | Prent      |            |
| 1152              | Nicolaas Pieneman                               | Portret van Jean Zacharia Mazel | 1842          | Tekening   |            |
| 474               | Christoffel Pierson                             | Portret van Joris Goethals | 1667          | Schilderij |            |
| 4                 | Pieter Pietersz.                                | Portret van Cornelis Cornelisz. Schellinger (1551-1635)                                                                                | 1584          | Schilderij |            |
| 914               | Pieter Pietersz.                                | Portret van een man | 1597          | Schilderij |            |
| 1109              | Pieter Pietersz.                                | Portret van een vrouw | 1597          | Schilderij |            |
| 305               | Naar Simone Pignoni                             | De heilige Sebastiaan | 1626-1826     | Schilderij |            |
| 132               | Adam Pijnacker                                  | Berglandschap met een waterval | Ca. 1665-1670 | Schilderij |            |
| 698               | Egbert Lievensz. van der Poel                   | Vismarkt | 1650          | Schilderij |            |
| 133               | Egbert Lievensz. van der Poel                   | Strand met vissersboten bij nacht | Ca. 1650-1660 | Schilderij |            |
| 134               | Cornelis van Poelenburch                        | Mercurius en Herse | Ca. 1625      | Schilderij |            |
| 1065              | Cornelis van Poelenburch                        | Godenbijeenkomst op de wolken | Ca. 1630      | Schilderij |            |
| 79                | Cornelis van Poelenburgh en Alexander Keirincx  | Boslandschap met figuren | Ca. 1630 (?)  | Schilderij |            |
| 946               | Bastiaan de Poorter                             | Portret van Jean Zacharia Mazel | 1868          | Schilderij |            |
| 969               | Jan Porcellis                                   | Schipbreuk voor het strand | 1631          | Schilderij |            |
| 915               | Frans Post                                      | Gezicht op het eiland Itamaraca | 1637          | Schilderij |            |
| 1127              | Frans Post                                      | Braziliaans landschap met een huis in aanbouw                                                                                          | Ca. 1655-1660 | Schilderij |            |
| 706               | Frans Post                                      | Braziliaans landschap | 1667          | Schilderij |            |
| 970               | Pieter Post                                     | Duinlandschap met een hooischelf | 1630-1633     | Schilderij |            |
| 765               | Pieter Post                                     | Ruitergevecht Zie Ruitergevecht en Aanval op een legertros                                                                             | 1631          | Schilderij |            |
| 766               | Pieter Post                                     | Aanval op een legertros Zie Ruitergevecht en Aanval op een legertros                                                                   | 1631          | Schilderij |            |
| 475               | Hendrik Gerritsz. Pot                           | Vrolijk gezelschap in een bordeel | 1600-1657     | Schilderij |            |
| 1075              | Hendrik Gerritsz. Pot                           | Portret van Jean Fontaine Zie Portretten van Jean Fontaine en Anna Hooftman                                                            | Ca. 1633      | Schilderij |            |
| 1076              | Hendrik Gerritsz. Pot                           | Portret van Anna Hooftman Zie Portretten van Jean Fontaine en Anna Hooftman                                                            | Ca. 1633      | Schilderij |            |
| 764               | Hendrik Pothoven                                | De Grote Zaal op het Binnenhof te Den Haag, met het kantoor van de Staatsloterij                                                       | 1779          | Schilderij |            |
| 136               | Paulus Potter                                   | De stier | 1647          | Schilderij |            |
| 137               | Paulus Potter                                   | De spiegelende koe | 1648          | Schilderij |            |
| 138               | Paulus Potter                                   | Vee in de weide | 1652          | Schilderij |            |
| 409               | Pieter Potter                                   | Jacob haalt Lea en Rachel over te vluchten voor Laban                                                                                  | 1638          | Schilderij |            |
| 783               | Jan Provoost                                    | Drieluik met Maria en kind | Ca. 1505-1525 | Schilderij |            |
| 853               | Toegeschreven aan Jan Provoost                  | Tronende Maria en Christus, met Sint-Hiëronymus, Johannes de Doper en een kartuizer monnik                                             | Ca. 1510      | Schilderij |            |
| 131               | Jacob of Jan Pynas                              | Maria en Johannes bij het kruis | 1605-1650     | Schilderij |            |